# Václav Krška (fotbalista)
Václav Krška (* 9. září 1973) je bývalý český fotbalista.

## Fotbalová kariéra
V nejvyšší soutěži nastoupil za Boby Brno v jediném utkání. Ve středu 8. června 1994 přišel v Ostravě na hřiště místo Pavla Holomka na posledních 18 minut za stavu 1:4. Tímto výsledkem také zápas skončil.
Dále hrál MSFL za Ratíškovice, poté nastupoval několik let v Rakousku. Po návratu hrál za FK Znojmo, Vojkovice, TJ Sokol Opatovice, TJ Družstevník Hostěradice, SK Měnín či SK Moutnice.

## Ligová bilance
| Ročník                          | Zápasy | Góly | Minuty | Klub         |
| ------------------------------- | ------ | ---- | ------ | ------------ |
| 1. česká fotbalová liga 1993/94 | 1      | 0    | 18     | FC Boby Brno |
| CELKEM                          | 1      | 0    | 18     |              |